# Эффективность обогащения
Эффективность обогащения (англ. mineral preparation efficiency, нем. Effektivität der Aufbereitung) — степень полноты извлечения полезного ископаемого в концентрат, мера совершенства процесса обогащения.
Определяется как отношение фактического значения показателя обогащения минерала к теоретически достижимому.

## Методы определения
Используются три группы методов оценки эффективности обогащения:
- аналитические,
- графоаналитические и
- графические.

Аналитические методы базируются на расчётах критериев эффективности по данным выхода продуктов обогащения и содержания в них соответствующего компонента.
Например:
{\displaystyle E={\frac {\gamma _{K}\beta _{K}}{\alpha }}\cdot {\frac {\beta _{XO}\left({100-\beta _{K}}\right)}{100-\alpha }},}
где
{\displaystyle \gamma _{K}} — выход концентрата,
βк, βхо — содержание полезного ископаемого в концентрате и отходах,
α — содержание полезного ископаемого в исходном продукте.
Первый сомножитель означает извлечение полезного компонента в концентрат, второй — извлечение породы в отходы обогащения.

Кривая разделения полезных ископаемых (кривая Тромпа)

Графические методы базируются на использовании кривых разделения Тромпа. По результатам фракционного анализа продуктов обогащения строят кривую извлечения фракций, из которой определяют плотность разделения ρр (плотность фракции, извлечение которой равняется 50 %), среднее вероятное отклонение Еpm = (ρ75 - ρ25)/2 и коэффициент погрешности разделения J = Еpm / ρр - 1000, которые используют как критерии эффективности разделения, а также как показатели для оценки технологической пригодности обогатительных аппаратов.
По кривым Тромпа, измеряя площадь, ограниченную координатными осями и некоторым отрезком кривой, можно графически определить содержание соответствующих фракций в том или ином продукте разделения.
Возможны также графические построения и оценки по обогащаемости кривыми (определение треугольников ошибок).
Графоаналитические методы используют графические построения для их математического описания с дальнейшим использованием полученных выражений при аналитических расчётах как фактических результатов обогащения, так и ожидаемых (прогнозируемых) показателей. В частности, на базе математического описания кривых Тромпа построен энтропический метод оценки и прогнозирования показателей обогащения.